# Seeschlacht auf dem Poyang-See
Die Seeschlacht auf dem Poyang-See fand vom 30. August bis zum 4. Oktober 1363 statt. Die chinesischen Rebellen von Zhu Yuanzhang besiegten die seines Rivalen Chen Youliang. Die Schlacht trug zum Aufstieg der Ming-Dynastie bei, die die Yuan-Dynastie fünf Jahre später ablöste. Sie zählt zu den größten Seeschlachten der Menschheitsgeschichte.